# Tomme
Tomme eller ibland Tome (uttalas /tɔm/) är namnet på cylindriska ostar, ofta tillverkade av get-, får- eller komjölk i bergstrakter i Frankrike och Schweiz. Beteckningen är känd i Frankrike sedan år 1671.

## Frankrike
Flera varianter finns, däribland
- Tomme de Savoie
- Tomme des Pyrénées

## Schweiz

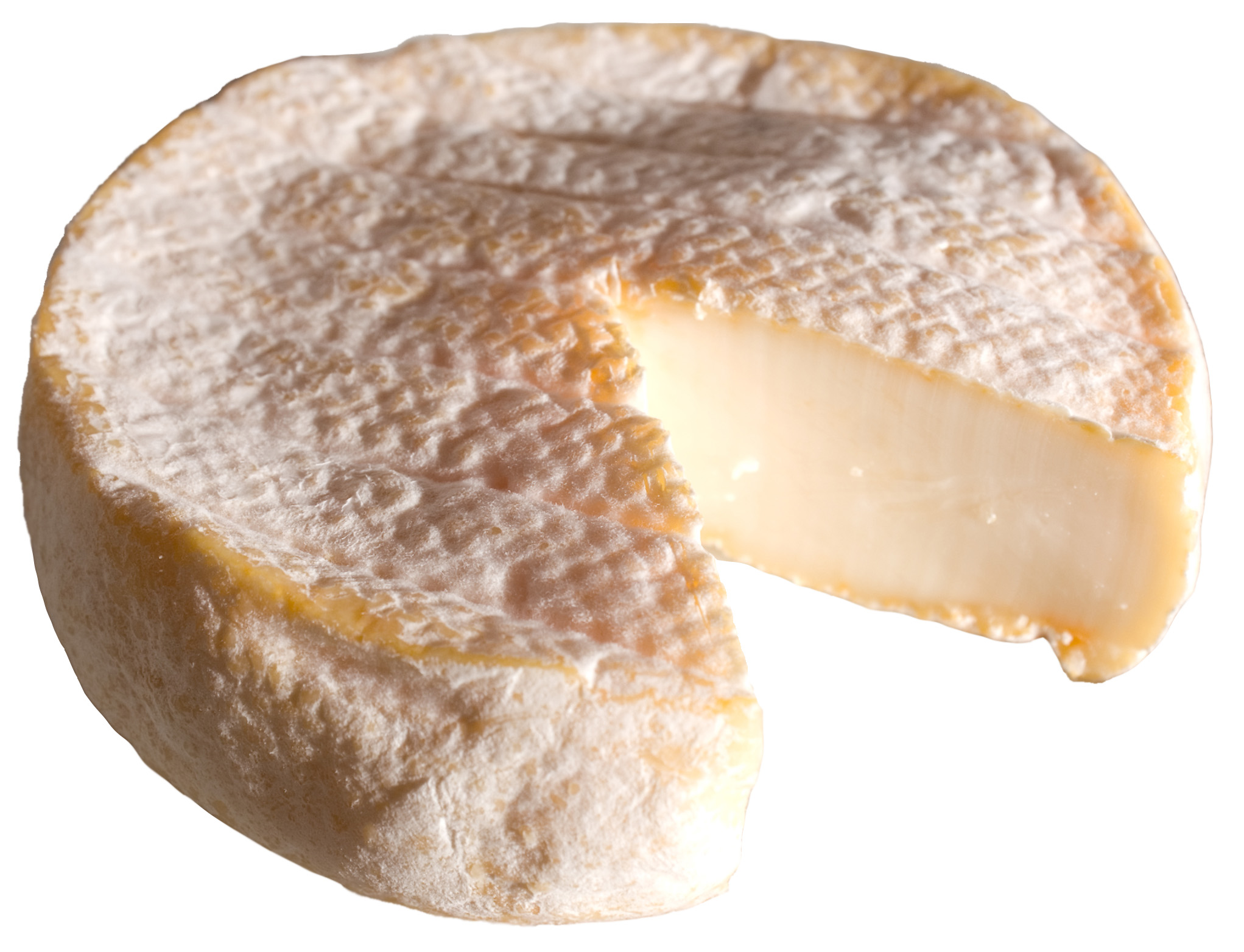
Tomme Vaudoise

Schweizisk tomme är en mjukost med vitmögelyta som tillverkas i västra Schweiz av pastöriserad komjölk. Den säljs även under beteckningarna
- Tomme Vaudoise
- Tomme Neuchâteloise
- Tomme de Rougemont
- Tomme de la Vallée

Typiska mått är en diametern 9 centimeter och höjden 2 centimeter. Osten väger ungefär 100 gram.

### Historik
En källa från 1895 anger att osten har lång tradition i Vallée de Joux. På 1930-talet började man använda pastöriserad mjölk och numera är detta vanligast. 
Schweiz producerar årligen ungefär 1000 ton Tomme Vaudoise (uppgift från 2009).

### Smaksatta varianter
I Schweiz säljs även varianter smaksatta med kummin, ramslök eller tryffel.